# 浙江警官职业学院
浙江警官职业学院是一所位于杭州市钱塘区下沙的司法警官院校，主管部门为浙江省司法厅。

## 简介
学院前身为1984年建立的浙江省第三人民警察学校，2000年5月筹建浙江司法警官职业学院，2002年1月正式成立浙江警官职业学院。2011年3月，学院成为浙江省人民政府与司法部共建院校。学院是全国同类院校中唯一的全国示范性高等职业院校、唯一的省部共建院校和唯一的开展警察类专业省内招录培养体制改革试点的院校。
学院主要培养基层监狱、戒毒人民警察、安全防范和应用法律人才。学院占地面积524亩，截止2013年底有全日制在校生3508人，教职工457人，其中专任教师217人，硕士以上学历者137人、副高以上职称99人。

## 院系设置
共有16个专业，其中5个国家示范专业、6个全国（省）政法干警招录培养体制改革试点专业。有8门国家级精品课程和资源共享课程，33门省部级精品课程。有2个中央财政支持的职业教育实训基地、4个省级示范性实践教学基地。